# Josep I de Saxònia-Altenburg
Josep I de Saxònia-Altenburg (Hildburghausen 1789 - Altenburg 1868). Duc sobirà de Saxònia-Altenburg des de 1834 fins al 1848.
Nascut a Hildburghausen el dia 27 d'agost de 1789 essent fill del duc Frederic I de Saxònia-Altenburg i de la princesa Carlota de Mecklenburg-Strelitz. Josep era net per via paterna del duc Ernest Frederic III de Saxònia-Hildburghausen i de la princesa Ernestina de Saxònia-Weimar; mentre que per via materna ho era del gran duc Carles II de Mecklenburg-Strelitz i de la landgravina Frederica de Hessen-Darmstadt.
El dia 24 d'abril de 1817 contragué matrimoni a Kirchheim unter Teck, al reialme de Württemberg, amb la duquessa Amàlia de Württemberg, filla del duc Lluís de Württemberg i de la princesa Enriqueta de Nassau-Weilburg. La parella tingué sis filles: 
- SA la princesa Maria de Saxònia-Altenburg, nada a Hildburghausen el 1818 i morta a Gmunden el 1907. Es casà amb el rei Jordi V de Hannover a Hannover el 1843.

- SA la princesa Paulina de Saxònia-Altenburg, nada a Kirchheim unter Teck el 1819 i morta a Hildburghausen el 1825.

- SA la princesa Enriqueta de Saxònia-Altenburg, nada a Hildburghausen el 1823 i morta a Altenburg el 1915.

- SA la princesa Elisabet de Saxònia-Altenburg, nada a Hildburghausen el 1826 i morta a Oldenburg el 1896. Es casà a Hildburghausen el 1852 amb el gran duc Pere II d'Oldenburg.

- SA la princesa Alexandra de Saxònia-Altenburg, nada a Altenburg el 1830 i morta a Sant Petersburg el 1911. Es casà a Sant Petersburg el 1848 amb el gran duc Constantí de Rússia.

- SA la princesa Lluïsa de Saxònia-Altenburg, nada a Altenburg el 1832 i morta a Hummelshain el 1833.

Josep I succeí al seu pare l'any 1834 com a duc sobirà de Saxònia-Altenburg. Ell i el seu germà, el duc Jordi I de Saxònia-Altenburg, havien lluitat al costat dels aliats en contra de Napoleó Bonaparte i l'exèrcit de França. En aquestes lluites esdevingué general de l'exèrcit de Saxònia.
Amb la seva arribada al tro inicià un procés de reurbanització d'Altenburg, la capital del petit ducat. Ara bé, malgrat les millores que introduí es considerà un governant conservador no fent cap concessió al tímid moviment liberal d'Altenburg. Així, amb la revolta de 1848, el duc Josep hagué d'abdicar en favor del seu germà, el duc Jordi I de Saxònia-Altenburg, per tal de conservar la integritat del ducat.
Josep I morí a Altenburg el dia 25 de novembre de 1868 a l'edat de 79 anys. De Josep I de Saxònia-Altenburg en són descendents el rei Constantí II de Grècia, la reina Sofia d'Espanya, el príncep Carles de Gal·les, el príncep Alexandre de Iugoslàvia, el duc Amadeu de Savoia-Aosta, el príncep Ernest August de Hannover o el gran duc Antoni Günther d'Oldenburg.